# 120 Nord 701
La 120 701 de la Compagnie des chemins de fer du Nord est une locomotive à vapeur prototype, elle est la première locomotive compound à 4 cylindres au monde. Elle sera plus tard transformée en type 220 Outrance.

## Genèse
En 1884, Gaston du Bousquet, ingénieur en chef du matériel et de la traction de la Compagnie du Nord, fit part à Alfred de Glehn alors directeur du Service des locomotives à la Société alsacienne de constructions mécaniques (SACM), des problèmes rencontrés sur les Outrance série 2.861 à 2.911 (en) à simple expansion et deux cylindres intérieurs (issues en partie de type 120 et dont certaines fortement améliorées sont dites renforcées), qui devaient fournir des efforts de plus en plus importants et qui cassaient leur essieu coudé. Alfred de Glehn étudia le problème puis proposa une locomotive qui reprenait des techniques tellement révolutionnaires qu'il dut la construire aux risques et périls de la SACM avec reprise de la machine si elle ne donnait pas satisfaction. Cette locomotive, la 701 Nord, fut un succès, malgré quelques imperfections, et donna naissance aux 220 modernes à moteur compound. Avec à partir de 1891, les 220 2.121 et 2.122.

## Description
Fabriquée par la SACM à Belfort en 1885, elle est la première locomotive à moteur compound à 4 cylindres système de Glehn et du Bousquet, ce qui est une véritable révolution. La distribution est de type Walschaerts à tiroirs plans situés en-dessous des cylindres. Les cylindres HP intérieurs attaquent le premier essieu moteur tandis que les cylindres BP extérieurs le deuxième. Les deux roues motrices ne sont pas accouplées par des bielles, ce qui favorisait les patinages. Avec ses roues motrices de 2,110 m, la 701 circulait à 95 km/h. En service sa masse était de 41,5 t. A l'origine, la machine était de disposition d'essieux Porter 120, avec boîtes radiale pour l'essieu avant. En 1892, elle est transformée par adjonction d'un bogie en Outrance 220. Elle reçut le frein Westinghouse en 1895 et une boîte à fumée allongée en 1899. Réformée bien avant 1938, elle fut cependant conservée, en raison de son caractère exceptionnel.

### Tender
Immatriculé 10.201, le tender attelé était également de fabrication SACM mais en 1884. Il mesurait 5,885 m de long, ce qui avec la machine attelée donnait un empattement de 12,870 m. Il avait 2 essieux de 1,250 m de diamètre, il était d'une capacité de 10 m3 d'eau et de 3,5 t de charbon.

## Utilisation et service
La 701 débute ses premières marches en janvier 1886 en tête de trains d'essais. La ligne du train 11 de Paris à Longueau ou de Paris à Lille est choisi pour ses nombreuses rampes. Cinq essais sont effectués sur plusieurs mois avec des rames de tonnage normal comprenant un wagon dynamomètre. A chaque essai, la machine est modifiée afin de parfaire ses réglages. Il en ressort une consommation de charbon et d'eau réduite par rapport aux meilleures coursières du Nord utilisées alors. L'économie est en grande partie dû au système compound. Affectée au dépôt de La Chapelle, elle fut par la suite incluse dans le roulement des Outrances dites renforcées qui la précède, c'est-à-dire en tête de trains Express.

## Machine préservée
La 701 est préservée à la Cité du train de Mulhouse dans son état de 1899. Elle a été restaurée en 1970 par le dépôt de Dunkerque.